# Oscar López Rivera
Oscar López Rivera (6 de janeiro de 1943) é um nacionalista porto-riquenho e um dos líderes das FALN. Em 1981, López foi julgado e condenado a 55 anos na prisão federal por conspiração sediciosa, uso da força para cometer roubo, transporte interestadual de armas de fogo, e conspiração para transporte de explosivos com intenção de destruir propriedades governamentais. Em 1988 ele recebeu uma sentença adicional de 15 anos por conspiração em uma tentativa de fuga da prisão.
López estava entre os 14 condenados membros das FALN que receberam clemência do Presidente estadunidense Bill Clinton em 1999, mas rejeitou a oferta. Sua irmã, Zenaida López, disse que ele recusou a oferta porque em liberdade condicional, estaria em uma "prisão fora da prisão" O Comissário Residente, Pedro Pierluisi, disse que a "principal razão para López Rivera ter não aceito a oferta de clemência em 1999 foi, por esta clemência não ter sido estendida ao seu companheiro nas FALN e de prisão Carlos Torres (que foi posteriormente libertado em Julho de 2010)."De acordo com John Broder do The New York Times, López Rivera "recusou-se a aceitar a oferta do presidente de trocar as suas penas. Clinton exibiu como uma das condições para sua libertação que o preso porto-riquenho renuncia-se ao uso do terrorismo para alcançar a independência da comunidade Caribenha."